# العلاقات اليابانية الكورية الجنوبية
تشير العلاقات اليابانية الكورية الجنوبية إلى العلاقات الدولية بين اليابان وكوريا الجنوبية. بعد تقسيم كوريا، أرست اليابان وكوريا الجنوبية علاقاتٍ دبلوماسية في ديسمبر 1965، بموجب معاهدة العلاقات الأساسية بين اليابان وجمهورية كوريا، مع اعتراف اليابان بكوريا الجنوبية باعتبارها الحكومة الشرعية الوحيدة لشبه الجزيرة الكورية بأكملها.
إن اليابان وكوريا الجنوبية جارتين قريبتين، وكلاهما حليفتان رئيسيتان للولايات المتحدة في شرق آسيا. على الرغم من ذلك، تدهورت العلاقة بين الدولتين تدهورًا كبيرًا في السنوات الأخيرة، بسبب العديد من النزاعات، بما في ذلك المطالبات الإقليمية بشأن صخور ليانكورت (دوكدو أو تاكيشيما)، وزيارات رؤساء الوزراء اليابانيين لضريح ياسوكوني، واختلاف وجهات النظر حول معاملة إمبراطورية اليابان من لمستعمرة كوريا، وكذلك رفض اليابان للتفاوض حول مطالب كوريا بالاعتذار أو دفع تعويضات عن سوء معاملة نساء المتعة خلال الحرب العالمية الثانية من كوريا. أزال الكتاب الأزرق الدبلوماسي الصادر عن وزارة الخارجية اليابانية في عام 2018 العبارة الموجودة في العام السابق التي تشير إلى جمهورية كوريا بأنها «الجار الأكثر أهمية لليابان التي تشترك مع اليابان في المصالح الاستراتيجية». لقد أدّت هذه التوتّرات إلى تعقيد الجهود الأمريكية لتعزيز جبهة مشتركة ضد التهديدات الصينية في المنطقة.
وفقًا لاستطلاع أجرته هيئة الإذاعة البريطانية عام 2014، فإن 13% من اليابانيين ينظرون إلى تأثير كوريا الجنوبية نظرةً إيجابية، بينما عبّر 37% عن وجهة نظرٍ سلبية؛ في المقابل 15% من الكوريين الجنوبيين ينظرون إلى التأثير الياباني نظرةً إيجابية، مع وجود 79% من الكوريين الذين أبدوا وجهة نظرٍ سلبيية، مما يجعل كوريا الجنوبية، بعد الصين، الدولة التي تحمل ثاني أكبر تصوّرٍ سلبي تجاه ليابان في العالم.

## تاريخها

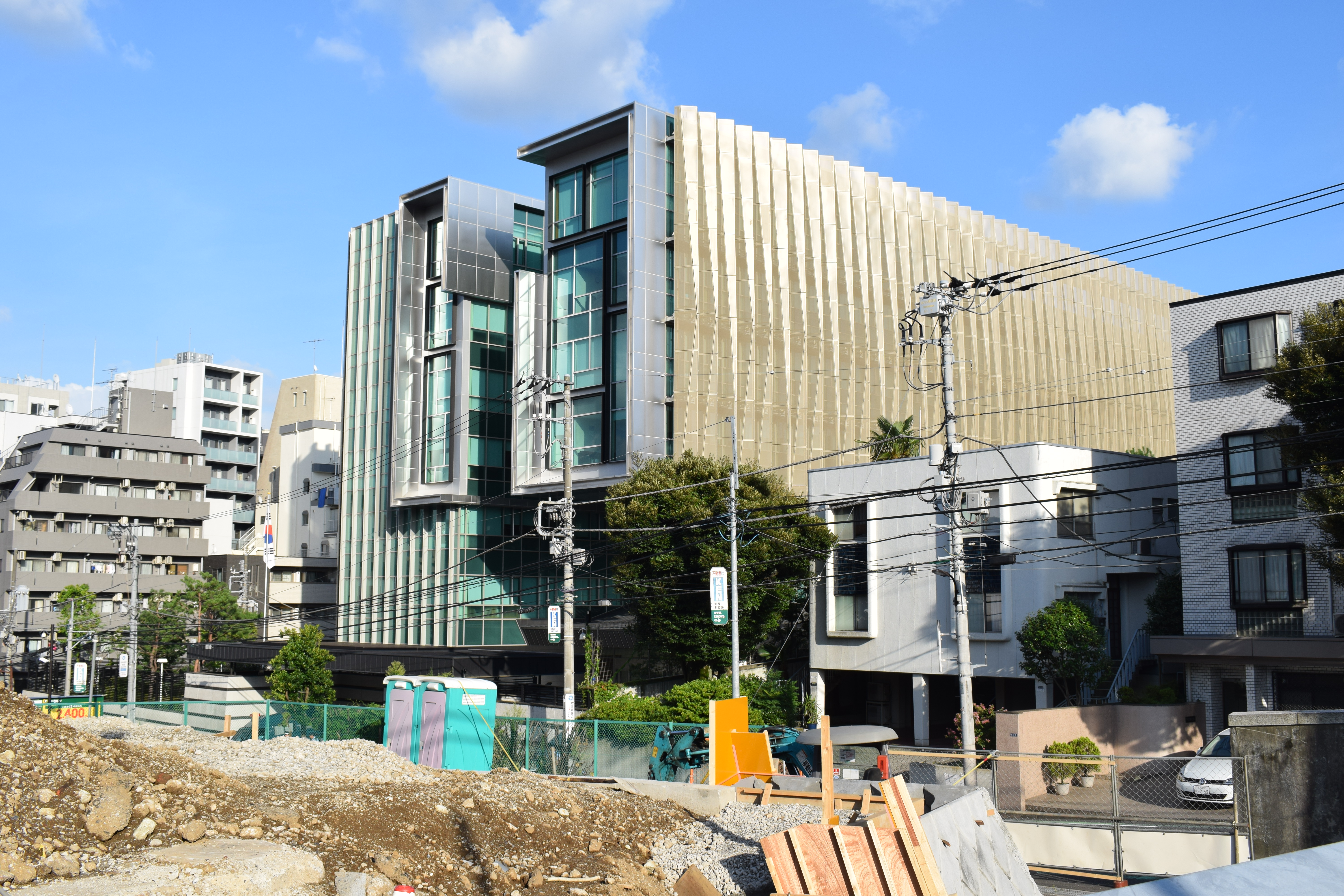
سفارة كوريا الجنوبية في اليابان.

واصلت اليابان تحسين علاقاتها مع كوريا الجنوبية تماشيًا مع معاهدات المصالحة في عام 1965. قدّمت طوكيو 300 مليون دولار كتعويض لنساء المتعة والعمال القسريين، وما إلى ذلك، وقدّمت ائتمانًا إضافيًا بقيمة 200 مليون دولار إلى سول، وحضر رئيس الوزراء ساتو مناسباتٍ رسمية في يوليو، وهي أوّل زيارة يجريها رئيس وزراءٍ ياباني لكوريا ما بعد الحرب. ورغم ذلك، اعترضت سول بعنف على الزيارات التي أجراها سياسيون يابانيون لكوريا الشمالية من وقتٍ لآخر، وعلى استمرار ترحيل الصليب الأحمر للمقيمين الكوريين في اليابان إلى كوريا الشمالية، وعلى اقتراح حاكم طوكيو مينوبي للسماح بجامعة موالية لكوريا الشمالية في طوكيو. عارضت وزارة الخارجية اليابانية حاكم طوكيو مينوب في هذه القضية بغية إثبات ولائها لكوريا الجنوبية. وفي الوقت نفسه، زادت الاتصالات بين اليابان وكوريا الجنوبية من خلال الطرق الجوية الجديدة والسياحة والتجارة.
تحسّنت العلاقات بين كوريا الجنوبية واليابان بعد «تسوية» يوليو لخلافٍ نشب قبل عامين عندما اختطف عملاءٌ من كوريا الجنوبية كيم داي-جونغ، زعيم المعارضة (والرئيس المستقبلي لكوريا الجنوبية)، من أحد فنادق طوكيو. ونتيجةً للتسوية، عُقد مؤتمرٌ وزاري تأخّر طويلًا في سول في سبتمبر لمناقشة التعاون الاقتصادي بين البلدين. انضمّت اليابان إلى الولايات المتحدة في تقديم ضمانات لأمن كوريا الجنوبية. وأعلن رئيس الوزراء الياباني تاكيو ميكي والرئيس فورد في بيانٍ مشترك: «إن أمن جمهورية كوريا... ضروريٌ لإحلال السلام والأمن في شرق آسيا، بما في ذلك اليابان».

## التجارة والشراكة
في عام 1996، أعلن الاتحاد الدولي لكرة القدم (فيفا) رغبة البلدين في استضافة كأس العالم 2002. وشهِدت السنوات القليلة القادمة لقاء قادة البلدين وبناء علاقاتٍ وديّة بينهما استعدادًا لاستضافة كأس العالم 2002. على الرغم من أن مواطني البلدين كانا في البداية غير راضين عن ضرورة مشاركة التكريمات مع البلد الآخر، واندلع الجدل حول صخور ليانكورت مرّةً أخرى، إلا أن الحدث كان فائق النجاح.
وفقًا لديفيد كانغ وجيون بانغ، حاولت كوريا الجنوبية إيجاد أرضيّةٍ مشتركة سلمية مع دول شمال آسيا الأخرى مثل اليابان، للأعمال التجارية والتجارة بسبب هدفها في أن تكون «مركز الأعمال التجارية الآسيوية». يجادل البلدان بأن هذه الاتفاقية صبّت في مصلحة الصين أكثر من اليابان بسبب تاريخ الأمن السياسي غير الآمن لكوريا الجنوبية مع اليابان، الذي أثّر على العلاقات الاقتصادية بين سول وطوكيو. وقد أدّى ذلك إلى تراجع التجارة والتصدير بين البلدين. تعتبر السياحة اليابانية واحدةً من أكبر الخدمات التصديرية التي تقدّمها كوريا الجنوبية، والتي انخفضت بنسبةٍ تقارب 23% بين عامي 2012 و2013.
في عام 2013، حظرت كوريا الجنوبية استيراد الأسماك من ثماني ولاياتٍ في اليابان بسبب تنامي المخاوف بشأن حادثة نفايات محطة الطاقة النووية في فوكوشيما، بعد أن أعلنت شركة طوكيو للطاقة الكهربائية (TEPCO) أن الحادث هو عبارة عن تسرّب نفاياتٍ مشعّة بعد وقوع الزلزال بسنتين. اعتبرت اليابان الحظر خطوةً عدائية، مما دفع الحكومة اليابانية إلى تقديم شكوى إلى منظمة التجارة العالمية في مايو 2015، مدعيةً أن سول «تمارس التمييز ضد» المأكولات البحرية اليابانية. أصدرت منظمة التجارة العالمية قرارها في أكتوبر 2017، مع وجود تقاريرٍ تفيد بخسارة كوريا الجنوبية للقضية.
ألغت منظمة التجارة العالمية قرارها الأولي لعام 2013 في 12 أبريل 2019. أقدمت حوالي 50 دولة على فرض حظرٍ على الواردات اليابانية في أعقاب الكارثة النووية في عام 2011، على الرغم من أن اليابان لم ترفع سوى قضيةً واحدة إلى منظمة التجارة العالمية (WTO) حصرًا على قيود الاستيراد الخاصة بكوريا الجنوبية.
أعلنت اليابان أن تصدير العديد من العناصر الخاضعة للرقابة إلى كوريا الجنوبية سيخضع الآن لقيود بما في ذلك عمليات الترخيص في يوليو 2019. على وجه التحديد، أبلغت اليابان القيود المفروضة على البوليميد المفلور، وفلوريد الهيدروجين، ومقاومة الضوء. تستورد شركات التكنولوجيا الكورية الجنوبية حاليًا إما أغلبية أو حصّةً كبيرة من واردات التكنولوجيا الثلاثة هذه من اليابان. دخلت القيود حيّز التنفيذ اعتبارًا من 4 يوليو 2019. في بيانٍ صحفي، أبدت وزارة الاقتصاد والتجارة والصناعة اليابانية (METI) انعدام الثقة من جانبها لنظام مراقبة وتقييد الصادرات في كوريا الجنوبية، إلى جانب اكتشاف العناصر الخاضعة للرقابة التي تصدّرها الشركات إلى كوريا الجنوبية دون الالتزام بالمعايير، كمبرّرٍ للقيود التي فرضتها. في حين أن وزارة الاقتصاد والتجارة والصناعة اليابانية (METI) لم تزوّد أي تفاصيل أو أمثلة محددة تدعم الرواية أعلاه، تدّعي بعض التقارير الإعلامية احتمال إقدام كوريا الجنوبية على نقل مواد كيميائية مقيّدة إلى الإمارات العربية المتحدة أو إيران أو كوريا الشمالية. وتنفي كوريا الجنوبية الادعاءات بأن تكون إدارة صادرات بلادها متساهلة، واستدعت مسؤولًا بالسفارة اليابانية للتحدث لتُبدي رفضها للمزاعم اليابانية المتعلّقة بكون كوريا الجنوبية غير كفؤةٍ في تنفيذ العقوبات ضد كوريا الشمالية. صرح وزير التجارة والصناعة والطاقة الكوري الجنوبي سونغ يون مو أن التفتيش الطارئ على الشركات المستوردة للمواد الكيميائية من اليابان لم يأتِ بأي دليل على أن المواد الكيميائية يتم تصديرها إلى كوريا الشمالية، وأن ادعاءات اليابان لا أساس لها ويجب إيقافها. ويرى آخرون أن القيود التجارية اليابانية أنها ذريعةٌ للانتقام جزئيًا من انتهاكٍ مشتبهٍ فيه لحقوق الملكية الفكرية ارتكبته الشركات الكورية الجنوبية.

## مقارنة بين البلدين
هذه مقارنة عامة ومرجعية للدولتين:
| وجه المقارنة                                              | اليابان         | كوريا الجنوبية                                                          |
| --------------------------------------------------------- | --------------- | ----------------------------------------------------------------------- |
| المساحة (كم2)                                             | 377.97 ألف      | 100.30 ألف                                                              |
| عدد السكان (نسمة)                                         | 126.79 مليون    | 51.47 مليون                                                             |
| الكثافة السكانية (ن./كم²)                                 | 335.45          | 513.16                                                                  |
| العاصمة                                                   | طوكيو           | سول                                                                     |
| اللغة الرسمية                                             | اللغة اليابانية | اللغة الكورية                                                           |
| العملة                                                    | ين ياباني       | وون كوري جنوبي                                                          |
| الناتج المحلي الإجمالي (بليون دولار)                      | 4.87 تريليون    | 1.53 تريليون                                                            |
| الناتج المحلي الإجمالي (تعادل القوة الشرائية) بليون دولار | 5.18 تريليون    | 1.75 تريليون                                                            |
| الناتج المحلي الإجمالي الاسمي للفرد دولار أمريكي          | 34.52 ألف       | 27.22 ألف                                                               |
| الناتج المحلي الإجمالي للفرد دولار أمريكي                 | 36.62 ألف       |                                                                         |
| مؤشر التنمية البشرية                                      | 0.903           | 0.901                                                                   |
| رمز المكالمات الدولي                                      | +81             | +82                                                                     |
| رمز الإنترنت                                              | .jp             | .kr                                                                     |
| المنطقة الزمنية                                           | توقيت اليابان   | توقيت كوريا الجنوبية، ت ع م+09:00، آسيا/سيول ‏، ت ع م+08:00، ت ع م+08:30 |

## مدن متوأمة
في ما يلي قائمة باتفاقيات التوأمة بين مدن يابانية وكورية جنوبية:
- ترتبط نارا مع تشنغتشونغ الجنوبية باتفاقية توأمة منذ 26 أكتوبر 2011.[18][19][18][19]
- ترتبط هيروشيما مع دايغو باتفاقية توأمة منذ 1983.
- ترتبط إيشيكاوا مع جولا الشمالية باتفاقية توأمة.[20][21][22]
- ترتبط أوكاياما مع غيونغسانغ الجنوبية باتفاقية توأمة منذ 17 أكتوبر 2009.[23][23][23][23]
- ترتبط نارا مع غيونغجو باتفاقية توأمة منذ 15 أبريل 1970.
- ترتبط شيزوكا مع تشنغتشونغ الجنوبية باتفاقية توأمة منذ 27 سبتمبر 2011.[24][25][24][25]
- ترتبط شيمونوسيكي مع بوسان باتفاقية توأمة.
- ترتبط أودا مع دايجون باتفاقية توأمة.
- ترتبط ناريتا مع جيونغيوب باتفاقية توأمة منذ 29 يناير 2002.
- ترتبط كوبه مع إنتشون باتفاقية توأمة منذ 19 مايو 1969.
- ترتبط كوفو مع تشونغجو باتفاقية توأمة.
- ترتبط كورشي مع جنهاي-غو [الإنجليزية]‏ باتفاقية توأمة منذ 20 أغسطس 1970.
- ترتبط كورايوشي مع ناجو باتفاقية توأمة.
- ترتبط ماتسوا مع جينجو باتفاقية توأمة منذ 10 نوفمبر 1999.
- ترتبط أوباما مع غيونغجو باتفاقية توأمة منذ 13 فبراير 1977.
- ترتبط هوكايدو مع سول باتفاقية توأمة.[26][26][26]
- ترتبط تامانو مع تونغيونغ باتفاقية توأمة منذ 1 أكتوبر 1980.
- ترتبط يوناغو مع سوكوتشو باتفاقية توأمة.
- ترتبط كوتشي مع جولا الجنوبية باتفاقية توأمة منذ 28 يوليو 1975.[27][27]
- ترتبط ياماناشي مع تشنغتشونغ الشمالية باتفاقية توأمة منذ 14 مارس 1960.[28][28][28][28]
- ترتبط هيميجي مع تشانغوون باتفاقية توأمة منذ 1965.
- ترتبط كاناغاوا مع غيونغي باتفاقية توأمة منذ 23 أبريل 1981.[29][29][29][29]
- ترتبط كورويشي مع يونغتشون باتفاقية توأمة منذ 17 أغسطس 1984.[30]
- ترتبط كاواساكي مع بتشون باتفاقية توأمة منذ 1992.
- ترتبط تاكيهارا مع Damyang County [الإنجليزية]‏ باتفاقية توأمة.
- ترتبط ياسوغي مع ميريانغ [الإنجليزية]‏ باتفاقية توأمة.
- ترتبط توتوري مع غانغوون باتفاقية توأمة.
- ترتبط هاكوداته مع غويانغ باتفاقية توأمة منذ 28 يوليو 1992.
- ترتبط أوكاياما مع بتشون باتفاقية توأمة.
- ترتبط ساندا مع جيجو باتفاقية توأمة.
- ترتبط شيمانه مع غيونغسانغ الشمالية باتفاقية توأمة منذ 24 أكتوبر 1991.[31][31][31][31]
- ترتبط محافظة آوموري مع جيجو باتفاقية توأمة.[26]
- ترتبط هامادا مع بوهانغ باتفاقية توأمة.
- ترتبط كوتشي [الإنجليزية]‏ مع Gochang County [الإنجليزية]‏ باتفاقية توأمة.
- ترتبط أراكاوا مع جيجو باتفاقية توأمة.
- ترتبط Honjō, Akita [الإنجليزية]‏ مع يانجسان باتفاقية توأمة.
- ترتبط أوميهاتشيمان مع ميريانغ [الإنجليزية]‏ باتفاقية توأمة.
- ترتبط ناغاساكي مع بوسان باتفاقية توأمة منذ 16 أكتوبر 1982.[27][27][32][32]
- ترتبط ياماغوتشي مع غيونغسانغ الجنوبية باتفاقية توأمة منذ 11 نوفمبر 2003.[33][33][33]
- ترتبط كوماموتو مع ألسان باتفاقية توأمة منذ 1992.
- ترتبط ميوشي مع ساتشيون باتفاقية توأمة.
- ترتبط ياماغوتشي مع جونجو باتفاقية توأمة.
- ترتبط تاهارا مع Dongjak District [الإنجليزية]‏ باتفاقية توأمة.
- ترتبط فوكوكا مع بوسان باتفاقية توأمة منذ 8 فبراير 2006.
- ترتبط سابورو مع دايجون باتفاقية توأمة منذ 1972.
- ترتبط كيتامي مع جينجو باتفاقية توأمة منذ 1988.[34][35][34][35]
- ترتبط سيتو مع إيشيون باتفاقية توأمة منذ 18 نوفمبر 2003.
- ترتبط توكوروزاوا مع انيانغ باتفاقية توأمة.
- ترتبط واكاياما مع جيجو باتفاقية توأمة.
- ترتبط طوكيو مع سول باتفاقية توأمة منذ 23 أكتوبر 1990.[36][37][36][37]
- ترتبط تويوتا مع كوريا الجنوبية باتفاقية توأمة.
- ترتبط كوماموتو مع تشنغتشونغ الجنوبية باتفاقية توأمة منذ 20 مايو 1982.[27][27][27]
- ترتبط هاغي مع ألسان باتفاقية توأمة.
- ترتبط فوكوياما مع بوهانغ باتفاقية توأمة.
- ترتبط كانازاوا مع جونجو باتفاقية توأمة.
- ترتبط أساهيكاوا مع سوون باتفاقية توأمة.
- ترتبط بيبو مع جيجو باتفاقية توأمة.

## منظمات دولية مشتركة
يشترك البلدان في عضوية مجموعة من المنظمات الدولية، منها:
| علم المنظمة | اسم المنظمة                                      | تاريخ انضمام اليابان | تاريخ انضمام كوريا الجنوبية |
| ----------- | ------------------------------------------------ | -------------------- | --------------------------- |
|             | مؤسسة التمويل الدولية                            | 20 يوليو 1956        | 16 مارس 1964                |
|             | يونسكو                                           | 2 يوليو 1951         | 14 يونيو 1950               |
|             | مجموعة أستراليا                                  | 1985                 | 1996                        |
|             | مجموعة الموردين النوويين                         | ?                    | ?                           |
|             | الوكالة الدولية للطاقة                           | ?                    | ?                           |
|             | مؤسسة التنمية الدولية                            | 27 ديسمبر 1960       | 18 مايو 1961                |
|             | منظمة التعاون الاقتصادي والتنمية                 | ?                    | 12 ديسمبر 1996              |
|             | المركز الدولي لتسوية المنازعات الاستشارية        | 16 سبتمبر 1967       | 23 مارس 1967                |
|             | وكالة ضمان الاستثمار متعدد الأطراف               | 12 أبريل 1988        | 12 أبريل 1988               |
|             | منتدى التعاون الاقتصادي لدول آسيا والمحيط الهادئ | 6 نوفمبر 1989        | 6 نوفمبر 1989               |
|             | منظمة حظر الأسلحة الكيميائية                     | ?                    | ?                           |
|             | البنك الإفريقي للتنمية                           | ?                    | ?                           |
|             | الأمم المتحدة                                    | 18 ديسمبر 1956       | 17 سبتمبر 1991              |
|             | منظمة الشرطة الجنائية الدولية                    | ?                    | ?                           |
|             | منتدى آسيان الإقليمي ‏                            | ?                    | ?                           |
|             | مجموعة العشرين                                   | ?                    | ?                           |
|             | البنك الدولي للإنشاء والتعمير                    | 13 أغسطس 1952        | 26 أغسطس 1955               |
|             | الفريق المعني برصد الأرض                         | ?                    | ?                           |
|             | الاتحاد البريدي العالمي                          | ?                    | ?                           |
|             | منظمة التجارة العالمية                           | ?                    | ?                           |
|             | المنظمة الهيدروغرافية الدولية                    | ?                    | ?                           |
|             | بنك التنمية الآسيوي                              | 1966                 | 1966                        |
|             | نظام تحكم تكنولوجيا القذائف                      | 1987                 | 2001                        |

## أعلام
هذه قائمة لبعض الشخصيات التي تربطها علاقات بالبلدين:
- رومي باكو (22 يناير 1972 – )
- ماسوتاتسو أوياما (27 يوليو 1923 – 26 أبريل 1994)
- يي غو (29 ديسمبر 1931[46] – 16 يوليو 2005[46])

## وصلات خارجية
- موقع وزارة الخارجية اليابانية
- موقع وزارة الخارجية الكورية الجنوبية